# Mesosa bipunctata
Mesosa bipunctata är en skalbaggsart som beskrevs av Fernando Chiang 1951. Mesosa bipunctata ingår i släktet Mesosa och familjen långhorningar. Inga underarter finns listade i Catalogue of Life.